# Erika Bethmann
Erika Bethmann (* 31. August 1939 in Hamburg) ist eine ehemalige deutsche Florettfechterin und Teilnehmerin an den Olympischen Spielen 1972 in München. Sie focht beim ETV Hamburg.

## Erfolge
Bethmann wurde 1968 und 1970 Dritte bei den Deutschen Meisterschaften im Damenflorett. 1972 war sie Mitglied der Damentflorett-Mannschaft bei den Olympischen Sommerspielen. Zusammen mit Gudrun Theuerkauff, Karin Gießelmann, Monika Pulch und Irmela Broniecki belegte sie den fünften Platz.
In den 1970er-Jahren wurde Bethmann Trainerin der Fechtabteilung des Oberalster Verein für Wassersport in Nordhamburg. Die Junioren der Fechtabteilung gewannen in dieser Zeit mehrere Hamburger Meisterschaften und belegten vordere Plätze bei den Deutschen Juniorenmeisterschaften.